# Nationaal Muziekinstrumenten Fonds
Het Nationaal Muziekinstrumenten Fonds (NMF) in Nederland is een fonds dat muziekinstrumenten (meestal strijkinstrumenten) in bruikleen geeft aan talentvolle musici.

## Opzet en organisatie
Het NMF heeft als doelstelling het stimuleren van muzikaal talent door het in bruikleen geven van muziekinstrumenten, het beheer van Nederlands cultureel erfgoed (de collectie muziekinstrumenten) en muziekeducatie.
De eerste plannen voor de oprichting van het fonds dateren uit 1984 van Pieter Moerenhout (1930-2018), vader van een veelbelovend violiste. Hij kreeg steun van de violist Theo Olof. Met hulp van het Prins Bernhard Cultuurfonds kon het Nationaal Muziekinstrumenten Fonds in 1988 daadwerkelijk worden opgericht. In 1993 kreeg Moerenhout een Zilveren Anjer toegekend als erkenning voor zijn inspanningen voor het NMF.
Beschermheer was prins Claus der Nederlanden, na diens overlijden in 2002 opgevolgd door zijn jongste zoon prins Constantijn der Nederlanden. Erevoorzitter waren onder anderen Sir Yehudi Menuhin en Yo-Yo Ma. De eerste voorzitter Theo Olof werd opgevolgd door oud-minister Koos Andriessen. Die positie werd van 2001 tot 2015 bezet door oud-staatssecretaris en voormalig KPN-topman Wim Dik. Hij werd in 2015 benoemd tot erevoorzitter en werd als voorzitter opgevolgd door Els Swaab, oud-voorzitter van de Raad voor Cultuur.
Het fonds houdt kantoor in Amsterdam.

## Collectie
De verzameling instrumenten van het NMF is een van de grootste in Europa en vertegenwoordigt een waarde van meer dan 36 miljoen euro. De beroemde verzameling van Max Rodriguez, bestaande uit vier Italiaanse instrumenten (onder andere een Guarneri del Gesù) en zestien strijkstokken, vormt het hart van de collectie. Deze werd in 1992 in bruikleen gegeven en in 1997 deels geschonken en deels verkocht aan het NMF. Verder heeft het NMF meer dan 400 strijkinstrumenten en ruim 250 strijkstokken in zijn collectie, die ook ruim 50 vleugelpiano's, een tiental harpen en een aantal andere instrumenten omvat, zoals een basklarinet, contrabasklarinet, fortepiano, klavecimbel en gitaren. Sinds 2020 is het NMF ook de eigenaar van het 'Monteverdi-orgel', een verplaatsbaar orgel met houten pijpen.

## Musici met een instrument van het NMF
Meer dan 2.500 musici spelen of speelden op een instrument en/of een strijkstok uit de collectie van het NMF.
- Jascha Albracht, cello
- Sergey Arseniev, viool
- Joris van den Berg, cello
- Emma Breedveld, viool van Giacinto Santagiuliana uit 1804
- Adinda van Delft, viool
- Hawijch Elders, viool
- Job ter Haar, cello opgebouwd door Pieter Rombouts in Amsterdam, ca 1690
- Sanne Hunfeld, viool
- Jozien Jansen, cello
- Janine Jansen, viool
- David Kweksilber, klarinet
- Carla Leurs, viool
- Jaap ter Linden, cello
- Maria-Paula Majoor, viool (Matangi Quartet)
- Aidan Mikdad, vleugel
- Maria Milstein, viool (Michel Angelo Bergonzi, ± 1750)[3]
- Mascha van Nieuwkerk (Fuse), cello
- Heleen Oomen, klarinet
- Sjaan Oomen, viool
- Rosanne Philippens, viool
- Daniel Rowland, viool[4]
- Frederieke Saeijs, viool
- Emma van der Schalie (Fuse), viool[5]
- Francien Schatborn, altviool
- Lisanne Soeterbroek, viool
- Rick Stotijn, contrabas
- Hannah Strijbos, altviool uit 1766 gebouwd door Johannes Theodorus Cuypers in Den Haag
- Tjeerd Top, viool
- Catharina Ungvari, viool
- Quirine Viersen, cello[6]
- Tim de Vries, viool
- Amarins Wierdsma, viool
- Martijn Willers, vleugel
- Pieter Wispelwey, cello

Strijkkwartetten en kamermuziek:
- Animato Kwartet
- Belinfante Kwartet
- Brackman Trio
- Delta Piano Trio
- EnAccord Strijkkwartet
- Jenufa Kwartet
- Matangi Quartet
- Red Limo String Quartet
- Rubens Kwartet
- Van Baerle Trio
- Van Dingstee Kwartet
- Vespucci Kwartet

Tevens spelen in alle Nederlandse beroepsorkesten meerdere leden op instrumenten uit de NMF-collectie.